# Mutia
Mutia est une localité de la province de Zamboanga du Nord, aux Philippines. En 2015, elle compte 12 675 habitants.